# Заборочье (Житомирская область)
Заборочье (укр. Забороче) — село на Украине, находится в Олевском районе Житомирской области.
Код КОАТУУ — 1824484003. Население по переписи 2001 года составляет 316 человек. Почтовый индекс — 11040. Телефонный код — 4135. Занимает площадь 1,07 км².

## Адрес местного совета
11040, Житомирская область, Олевский р-н, с.Кишин, ул.Ленина, 55